# 沙坪乡 (通江县)
沙坪乡，是中华人民共和国四川省巴中市通江县曾经下辖的一个乡。2020年5月，撤销沙坪乡，将其所属行政区域划归永安镇管辖。

## 行政区划
沙坪乡撤销前下辖以下地区：
熊家坪村、过草溪村、烂井坝村、学堂湾村、会家坎村、草庙子村、刘家营村和余家河村。